# 娛樂插班生
《娛樂插班生》（英語：From Act to Act）是香港電視廣播有限公司拍攝製作的時裝劇集，全劇共20集，監製梅小青。
本劇首播時平均收視為28點。
《娛樂插班生》包含港式幽默，揭露香港娛樂圈人生百態，開創了影射明星藝人的先河。張學友、梅艷芳、羅文、徐小鳳等天皇巨星，全都被TVB一眾演技精湛的藝員惟妙惟肖的模仿出來，成為一時佳話。此劇於1995年播出時大受歡迎，創下收視佳績。此劇雲集眾多好戲之人如林家棟、廖偉雄、梁小冰、梅小惠、黎耀祥、江欣燕、阮兆祥和麥長青等，令觀眾目不暇給。最深入民心的當然要數扮演張學友唱《遙遠的她》的林家棟，他擠眉弄眼地模仿張學友的種種神態及小動作均讓人忍俊不禁，教觀眾驚喜萬分，連張學友本人亦覺得他實在扮得太像自己。此劇可算是林家棟「扮嘢」的代表作，他在TVB熬了多年，擔演過無數劇集的大配角；終憑此劇一炮而紅、躋身男主角行列，其後更拍下多套經典作品如《大鬧廣昌隆》、《茶是故鄉濃》和《酒是故鄉醇》等。

## 劇情內容
娛樂插班生劇情圍繞陸家的陸千石、陸其濂、陸千石表弟蔡君夏，與同層鄰居廖家的廖惠珠作為娛樂圈新人的大小事。
陸其濂（梅小惠）愛模仿偶像王菲的打扮，屢敗屢戰的態度不斷參加歌唱比賽。
劉定康（麥長青）立志於電影圈有一番作為，但只能屈就於報紙專欄創作娛樂圈傳聞，及後有機會擔任編劇又得罪老闆被人封殺。
廖惠珠（江欣燕）愛發明星夢，不惜犧牲色相，以三級片打扮求上位，又放棄自己的男友陸千石，改而成為S君的情婦。
蔡君夏（林家棟）從新星比賽入行後態度傲慢，被同行攻擊，嘗盡一沉百踩的滋味。
何國寶（黎耀祥）受父母擺佈而進入娛樂圈，木訥的他竟然走紅起來。
陸千石（廖偉雄）兜兜轉轉由藝人的司機，到入行由茄哩啡做起，最終決定退出娛樂圈，跟圈外女友廖恭惠（梁小冰）結婚。

## 演員表
陸家
- 秦　煌 飾 陸柱銘（名字影射：李柱銘；陸千石、陸淇濂之父）
- 廖偉雄 飾 陸千石（名字影射劉千石；劇初為接送藝員的司機，後加入幕前、陸淇濂之兄，蔡君夏表哥）
- 梅小惠 飾 陸淇濂（名字影射黃錢其濂；劇中崇拜王菲為偶像並模仿王菲的造型、藝員新星比賽參賽者、第二集取得歌唱比賽亞軍，陸千石妹妹，蔡君夏表妹）
- 羅　蘭 飾 陸錫恩（名字影射杜葉錫恩；蔡君夏母親、劇中曾擔任LASER姐化妝師；陸千石稱呼其為姑媽；鄰居廖恭惠稱呼其為恩姐）
- 林家棟 飾 蔡君夏（名字影射李君夏，角色原型：張學友；藝員新星比賽參賽者，後與葉詠琴發展為情侶、 與廖惠珠為歡喜冤家，陸千石表弟、陸淇濂表哥）

廖家
- 曹達華 飾 廖鵬飛（名字影射：李鵬飛）
- 盧宛茵 飾 鄧麗泰（名字影射鄧麗君、范徐麗泰；飾演過氣歌手，現實中鄧氏已於同年5月泰國病逝）
- 梁小冰 飾 廖恭惠（名字影射陸恭蕙；廖惠珠之姐，劇初為LASER姐助手，後改行死人化妝）
- 江欣燕 飾 廖惠珠（名字影射廖瑤珠、譚惠珠，角色原型：李莉莉、溫碧霞、葉玉卿、李華月；廖恭惠之妹、廖鵬飛鄧麗泰之女、藝員新星比賽參賽者、劇初為陸千石女友，後為出位隆胸作出性感演出， 並與陸千石分手，改而成為S君的情婦）

陸家廖家其他親友
- 麥長青 飾 劉定康/黃河一號（名字影射彭定康，角色造型原型：王家衛；立志取代電影界敗類彭定堅，但因陳順了騙取其信任於不知情下變成陳順了的編劇槍手，劉便利用自己於報紙專欄寫衰陳而得罪陳，因而被封殺，後決定去外國；因爆巫毛與Landy隱私間接令陸淇濂失業）
- 陳梅馨 飾 葉詠琴（名字影射寶詠琴；藝員新星比賽參賽者，後與蔡君夏發展為情侶，又向劉定康租用其中一間房間）
- 黎秀英 飾 八姨婆（名字影射新馬師曾家族爭產事件中的八舅父洪家泉，教授廖恭惠死人化妝、鄧麗泰及其女廖恭惠均稱呼該角色「八姨婆」，劇中輩份不明）
- 王啟德 飾 陳生/阿華（單戀廖恭惠並提親，稱呼「八姨婆」為八姨，殯儀館sales (香港推銷員之口語)，youtube TVB官方字幕譯作為營業員[1]）
- 梁少秋 飾 　成　（葉詠琴之兄，不斷向妹妹索取金錢而令到妹妹搬走）

何家
- 關海山 飾 何汝大/大哥（名字影射李汝大，角色原型：新馬師曾；何國寶、何金卿之父）
- 白　茵 飾 黃如心/大嫂（名字影射龔如心，角色原型：洪金梅）
- 黎耀祥 飾 何國寶（名字影射李國寶，角色原型：鄧兆尊；劇中為何汝大之子、陸淇濂的密友/觀音兵，被母親黃如心埋怨經常被人當水魚）
- 何婉盈 飾 何金卿（角色原型：鄧小艾)

其他TVC角色
- 艾　威 飾 吳　水 (名字影射及角色原型：前香港無綫電視制作總監吳雨)
- 樊亦敏 飾 曾係冧（名字影射及角色原型：曾勵珍）
- 羅　莽 飾 胡　江（名字影射及角色原型：吳剛）
- 韓馬利 飾 LASER姐（名字影射及角色原型：汪明荃Lisa姐；廖恭惠前上司）
- 劉　江 飾 李天星（名字影射及角色原型：李添勝）
- 馬清儀 飾 高雪花（名字影射及角色原型：宮雪花；藝員新星比賽參賽者，後成為TVC正式員工）
- 梁詠琳 飾 徐蓮如 (名字影射：鄧蓮如；藝員新星比賽參賽者，後成為TVC正式員工，再之後與彭定堅有染成為其下常用女主角）
- 張松枝 飾 許次安 (角色原型：許志安；藝員新星比賽參賽者)
- 饒秋寶 飾 鄭壽文 (角色原型：鄭秀文；藝員新星比賽參賽者)
- 伍文生 飾 梁岸文 (角色原型：梁漢文；藝員新星比賽參賽者)
- 張詩韻 飾 湯煲魚 (角色原型：湯寶如；藝員新星比賽參賽者)
- 張　捷 飾 周采妮 (角色原型：楊采妮；第二集歌唱比賽冠軍)
- 陳向瑩 飾 楊慧敏 (角色原型：周慧敏；第二集歌唱比賽季軍)
- 蕭玉燕 飾 Rose（服裝部職員）
- 梁雪媚 飾 Clara（服裝部職員；第十二集片尾職員表寫為「Rose助手」及「梁雪媚」）
- 曾慧雲 飾 Losa（藝員保母）
- 鄒　靜 飾 王小芝（TVC藝員；自稱與S君有染）

其他娛樂圈角色
- 阮兆祥 飾 彭定堅（名字影射劉定堅，角色原型：王晶；劇中為導演，曾用DeDe姐、廖惠珠、徐蓮如為旗下女演員）
- 黃一山 飾 阿　春（劇中為彭定堅助手)
- 黃一飛 飾 盲公陳（劇中為彭定堅所深信的睇相佬（算命師；盲公陳為香港常用的算命師代號）)
- 李桂英 飾 DeDe姐  （名字影射及角色原型：鄭裕玲（Dodo姐）)
- 葉鎮聲 飾 巫睇完/巫毛  (角色原型：巫啟賢；藝員新星比賽評判、陸淇濂前上司，與劉級華為拍擋)
- 王維德 飾 劉級華/Landy (名字影射：劉德華；藝員新星比賽評判、陸淇濂前上司，與巫睇完為拍擋)
- 陳安瑩 飾 馬淑梅 (名字影射及角色原型：車淑梅；劇中為電台主持，訪問DeDe姐及彭定堅)
- 羅君左 飾 麻利亞/肥麻 (名字影射：肥媽（Maria Cordero）；劇中曾教授陸淇濂唱歌)
- 鄧麗文 飾 英英/英姐 (肥麻學生)
- 黃天鐸 飾 田大地/田Sir (劇中曾教授蔡君夏、廖惠珠戲劇，因公司倒閉被懷疑是騙子、藝員新星比賽評判，1995年度最終極大反派)
- 王偉樑 飾 安甩尊（角色原型：安德尊；《都市追擊》（影射城市追擊）記者、曾訪問田大地、陸淇濂、徐蓮如）
- 鄧英敏 飾 陳順了（劇中為電影公司老闆、金達威的師傅，曾僱用劉定康及廖恭惠）
- 黃煒林 飾 金達威（陳順了徒弟，合謀騙劉定康當編劇）
- 黃澤鋒 飾 程　程（角色原型：郭富城；於第一集曾被陸千石接載）
- 李衛民 飾 黎家醒（角色原型：李宗盛；簽陸淇濂為歌手，「滾蛋唱片」公司高層（影射滾石唱片）；後成為廖恭惠男友）
- 何嘉麗 飾 大姐丁（角色原型：林建明（大姐明）；劇中主持節目《今日睇清D》（影射今日睇真D））
- 鄧汝超 飾 夢妮妲/阿夢（《香蕉日報》（影射蘋果日報）娛樂版記者）
- 王　偉 飾 三　哥（影射四哥謝賢）
- 談佩珊 飾 娜　姑（影射狄波拉（Deborah））
- 陳展鵬 飾 Peter（第6集唱片公司騙徒）
- 湯俊明 飾 Paul（第6集唱片公司騙徒）
- 李耀敬 飾 展大鵬/大鵬哥（第六集彭定堅電影的男主角）
- 郭卓樺 飾 杜呃米 (角色原型：杜德偉；滾蛋唱片歌手)
- 黃仲匡 飾 V-Man (名字影射：黃偉文；電台音樂節目主持)

其他角色
- 文潔雲 飾 羅主任（陸千石失業後於傳呼機台的上司；於演員表稱為Anne[2]）
- 戴少民 飾 S君（廖惠珠情夫）
- 石云 飾 看更（陸家廖家所住大廈）
- 譚寶珊 飾 奀　妹
- 許實賢 飾 張郁平 (角色原型：張叔平)
- 林嘉麗 飾 劉人娟
- 古明華 飾 朱奇
- 陸希揚 飾 Jimmy
- 廖麗麗 飾 水果店老闆娘

部分演員並沒有出現於演員表：
- ？　　飾 家　鈴 （名字影射及角色原型：羅家英；只有地中海頭出鏡，LASER姐情人）
- ？　　飾 整容醫生 （第五集）
- ？　　飾 睇相佬 （第六集）
- ？　　飾 阿　美（阿華新女友）

## 收視
以下為該劇於香港無綫電視翡翠台之收視紀錄：
| 週次 | 集數  | 日期                    | 平均收視            | 收視百分比 |
| ---- | ----- | ----------------------- | ------------------- | ---------- |
| 1    | 01-05 | 1995年10月2日-10月6日   | 27點（151.6萬觀眾） | 77%        |
| 2    | 06-10 | 1995年10月9日-10月13日  | 26點（144.0萬觀眾） | 79%        |
| 3    | 11-15 | 1995年10月16日-10月20日 | 28點（152.0萬觀眾） | 80%        |
| 4    | 16-20 | 1995年10月23日-10月27日 | 29點（162.6萬觀眾） | 82%        |

## 電視節目變遷
| 上一套： 忘情闊少爺 -9月29日 | 翡翠台第一綫劇集（1995） 娛樂插班生 10月2日-10月27日 | 翡翠台第一綫劇集（1995） 娛樂插班生 10月2日-10月27日 | 下一套： 天降奇緣 10月30日- |

| 香港無綫電視翡翠台 星期一至五 19:05-20:00 時段 | 香港無綫電視翡翠台 星期一至五 19:05-20:00 時段 | 香港無綫電視翡翠台 星期一至五 19:05-20:00 時段 |
| ---------------------------------------------- | ---------------------------------------------- | ---------------------------------------------- |
|                                                | 娛樂插班生 （1995.10.02 - 1995.10.27）         |                                                |
| 忘情闊少爺 （1995.09.04 - 1995.09.29）         | 天降奇緣 （1995.10.30 - 1995.11.24）           |                                                |